# AAirpass
AAirpass era um programa de desconto baseado em assinatura oferecido pela American Airlines para passageiros frequentes lançado em 1981. O programa é mais conhecido por uma oferta anterior de viagens ilimitadas na American Airlines e acesso ilimitado aos locais do Admirals Club. Os titulares do passe foram oferecidos termos de cinco anos ou vitalício. Hoje, o programa não oferece mais viagens vitalícias ou ilimitadas, tendo foco em tarifas pré-pagas a um preço fixo com desconto para viajantes frequentes. É necessário um compromisso mínimo de US$10.000 por viajante, por ano. Os AAirpasses ilimitados existentes permanecem válidos.

## Programa
O programa (agora renomeado como AirPass) inicialmente permitia aos titulares do passe viagens ilimitadas de primeira classe em qualquer um dos voos da companhia aérea em todo o mundo. A associação vitalícia custava US $ 250.000, com a opção de comprar um passe de acompanhante por um adicional de US $ 150.000. Um total de 66 AAirpasses foram vendidos sob condições de viagens ilimitadas, com o empresário Michael Delll, o jogador de beisebol Willie Mays e o vencedor da America's Cup Dennis Conner entre os que compraram os passes. O programa foi lançado em um momento em que a companhia aérea estava com dificuldades financeiras e precisava de uma injeção rápida de dinheiro.
O custo do passe foi de US$ 250.000,00 quando lançado em 1981 (equivalente a 711.658 de dólares estadunidenses em 2020), depois aumentou para US$ 600.000 em 1990 (equivalente a US$1.188.538 em 2020), e chegou a 1,01 milhão de dólares em 1993 (equivalente a US$1.81 milhões em 2020 ). A companhia aéreaencerrou as vendas de passes ilimitados em 1994, exceto por uma oferta única no catálogo de Natal de Neiman Marcus de 2004 a um preço de $ 3 milhões (equivalente a US$4.110.645,00 em 2020 ) para o passe e US$ 2 milhões para um passe de acompanhante (nenhum desses passes foi vendido).

## Investigações de lucratividade
Em 2007, durante um período de instabilidade financeira a American Airlines designou uma "unidade de integridade de receita" para investigar os detentores de AAirpass. Os investigadores da companhia aérea concluíram que dois titulares de AAirpass, Steven Rothstein e Jacques Vroom, estavam custando à companhia aérea mais de US$ 1 milhão por ano. A companhia aérea aponta para o acúmulo de milhas aéreas para voos que receberam gratuitamente no AAirpass, permitindo que alguns passageiros acumulassem dezenas de milhões de milhas, bem como impostos e taxas aeroportuárias pagas pela companhia aérea. O programa foi chamado de "um grande desastre" para a empresa. Os dois titulares de AAirpass incluindo seus passes de acompanhante foram desligados do programa quando a companhia aérea os acusou de atividade fraudulenta.

### Encerramentos de passe
Steven Rothstein, um financista de Chicago na época, fez um upgrade para um AAirpass vitalício por US$ 233.509,93 em 1º de outubro de 1987, após um desconto de $ 16.490,07 para o valor da milhagem em um AAirpass anterior. Ele adicionou um passe de companheiro de US$ 150.000, dois anos depois. Rothstein negociou adições ao contrato, incluindo uma cláusula para que seu companheiro voasse imediatamente antes ou depois de seu voo.  Em seguida, o então diretor executivo da American Airlines, Robert Crandal, escreveu a  Rothstein uma carta em 13 de janeiro de 1998, dizendo: "Estou muito satisfeito por você ter gostado de seu investimento no AAirpass - você pode contar conosco para manter a empresa sólida e honrar o negócio em um futuro distante." Durante os mais de 10 anos que Rothstein possuiu o passe, ele viajou mais de 10 milhões de milhas, acumulou mais de 40 milhões de milhas de passageiro frequente (todas as quais ele doou), fez mais de 500 viagens para a Inglaterra sozinho e custou à companhia aérea mais de US$ 21 milhões de acordo com eles.  Em 13 de dezembro de 2008, Rothstein fez o check-in no Aeroporto Internacional O'Hare de Chicago com um amigo para um voo para a Bósnia e Herzegovina. Uma carta da companhia aérea foi entregue em mãos a ele no aeroporto informando que o passe havia sido cancelado devido a comportamento fraudulento, especificamente sua história de abordar passageiros no portão e oferecer-lhes a viagem em seu assento de acompanhante e por usar o programa do acompanhante para comprar um assento vazio adjacente com um nome falso para mantê-lo vago, o que costumava ser usado para privacidade ou bagagem de mão extra. Rothstein processou a American Airlines no Tribunal Distrital dos Estados Unidos para o Distrito Norte de Illinois, argumentando que "a American renunciou a seus direitos de fazer cumprir o contrato ao não reprimir  Rothstein antes", de acordo com a juíza do Tribunal Distrital Virginia Mary Kendall, que negou a moção de Rothstein em 2011. O litígio foi atrasado devido ao pedido de concordata da companhia aérea, Capítulo 11. No final de 2012, as duas partes parecem ter resolvido o caso fora do tribunal, com o recurso de Rothstein negado e as reconvenções da companhia aérea indeferidas com prejuízo.
Jacques E. Vroom Jr., um executivo de marketing baseado em Dallas, pagou $ 356.000 por seu AAirpass ilimitado e passe de acompanhante em 28 de dezembro de 1989, viajando quase 38 milhões de milhas. Uma carta foi entregue em mãos a Vroom pelo pessoal de segurança da companhia aérea em 30 de julho de 2008, durante o check-in no Aeroporto Heathrow de Londres, informando que seus passes haviam sido cancelados por atividade fraudulenta. A companhia aérea processou Vroom em 2011, acusando-o de vender seu assento de acompanhante, uma violação da Regra Tarifária 744 da American Airlines 1994. Vroom rebateu, argumentando que a regra entrou em vigor após a compra do passe vitalício e acusando a companhia aérea de calúnia ou seja, a moção de Vroom falhou e seu AAirpass foi revogado. 